# Amador City
Amador City è una città degli Stati Uniti d'America, situata in California, nella Contea di Amador.

## Geografia
Amador City si trova a circa 3.5 chilometri da Sutter Creek sulla Highway 49.
Amador City è la più piccola città incorporata dello stato. 
Secondo lo United States Census Bureau, la città ha un'area totale di 0.3 miglia quadrate (0.78 km quadrati), tutti composti da terra.

## Storia
La città fu fondata nel 1863 e fu incorporata in una città intorno al 1915.
Deve il suo nome alla contea di Amador, California, che a sua volta prende il nome da Jose Maria Amador, soldato e ricco allevatore californiano nato a San Francisco nel 1794, figlio del sergente Pedro Amador, un soldato spagnolo stabilitosi in California nel 1771. 
Jose Maria Amador 1848-1849 esplorò un torrente sconosciuto in questa area ricca di oro e vi fondò un campo per l'estrazione.
Non ci sono insediamenti conosciuti prima del 1851.
La più famosa e produttiva miniera di Amador, la Keystone, produsse 24 milioni di dollari in oro tra il 1853 e il 1942. Valori che sarebbero molto più alti considerando il sistema aureo odierno.

## Punti di interesse
La via principale di Amador City presenta vari edifici ottimamente conservati del periodo in cui la città era tra i più importanti centri della Corsa all'oro californiana. Sono ancora visibili i resti della miniere Keystone e Bunker Hill.
Sulla via principale si trova l'Imperial Hotel, esempio di edificio in muratura del passato della California.
Un progetto di sostituzione del ponte sul torrente completato nel 2014 ha abbellito e rivitalizzato il centro della città, fornendo un patio presso l'Hotel Imperial, nuovi bagni pubblici e un migliore accesso ai molti negozi caratteristici, sale di degustazione di vino e negozi di antichità.
- Cimitero di Amador City — posto dietro l'Imperial Hotel. È possibile visitare l'antico cimitero che risale agli anni della fondazione della città.
- Amador Whitney Museum — Il museo è situato in uno degli edifici commerciali più antichi della città (risale al 1860). Deve il suo nome Jerrold Whitney, un antiquario, che lascio l'edificio in eredità alla città di Amador City per essere usato come museo. Oggi il museo promuove l'interesse nella storia e nella cultura della regione.[1]

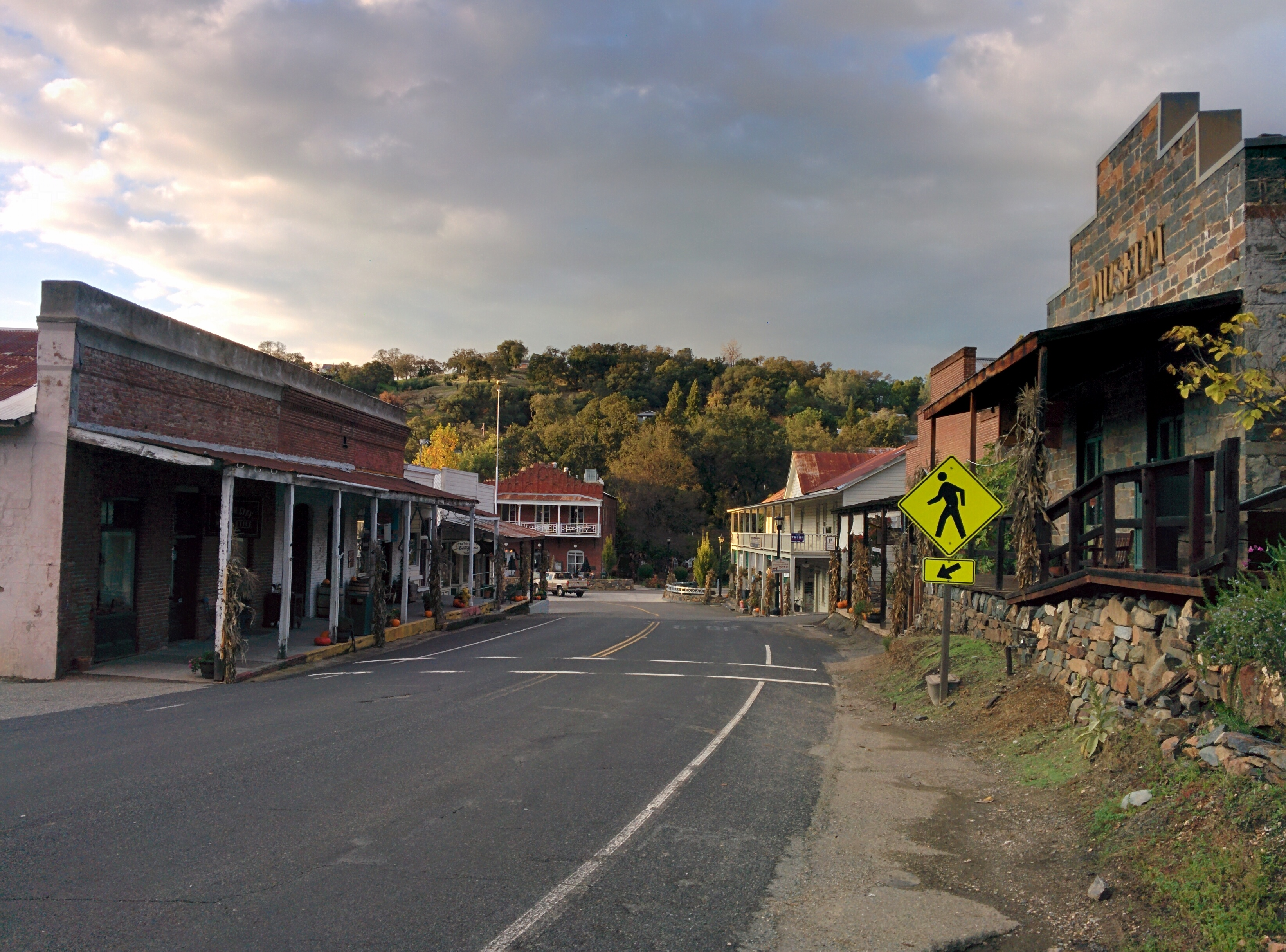
Main street
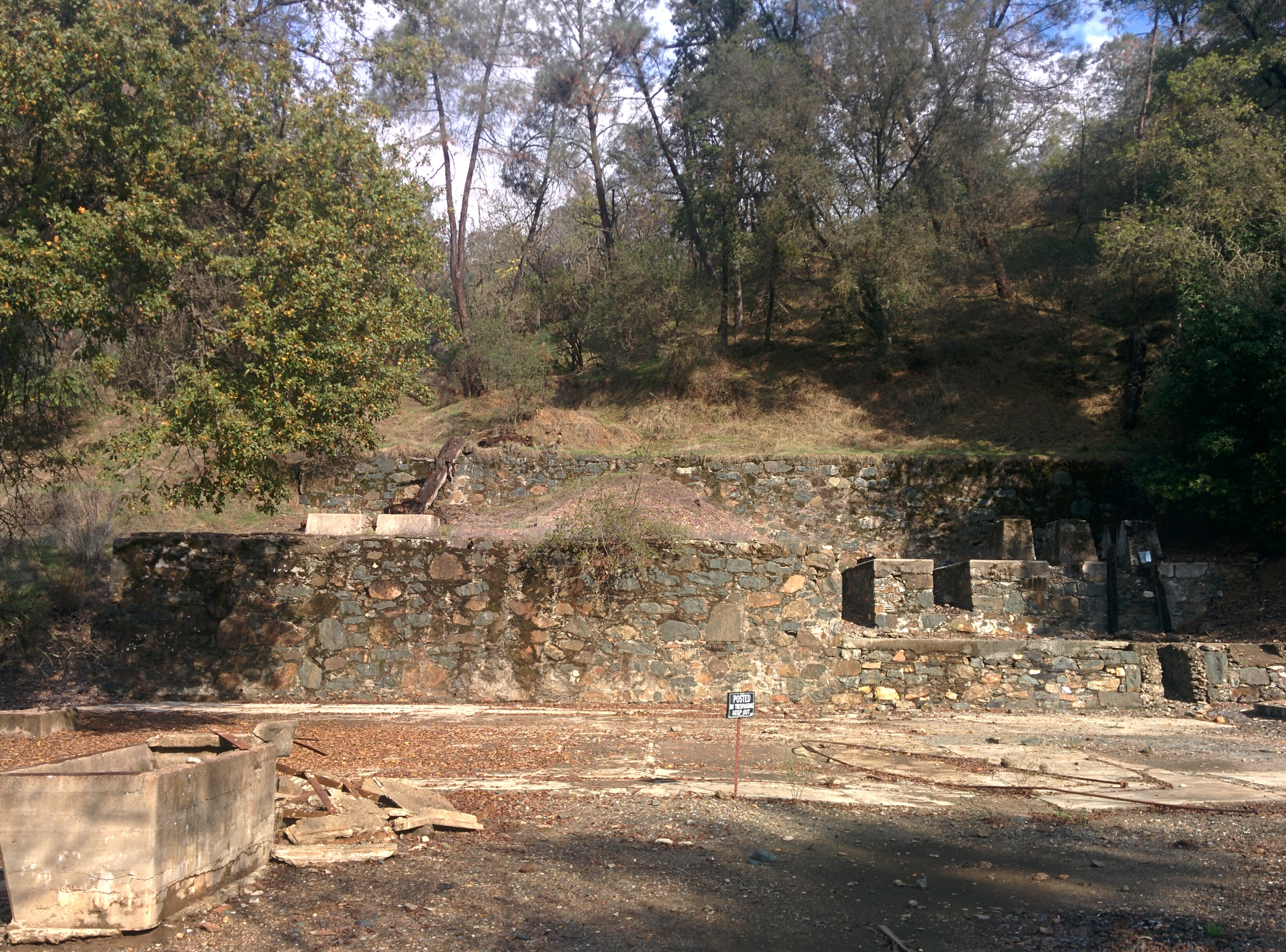
Resti delle miniera Keystone
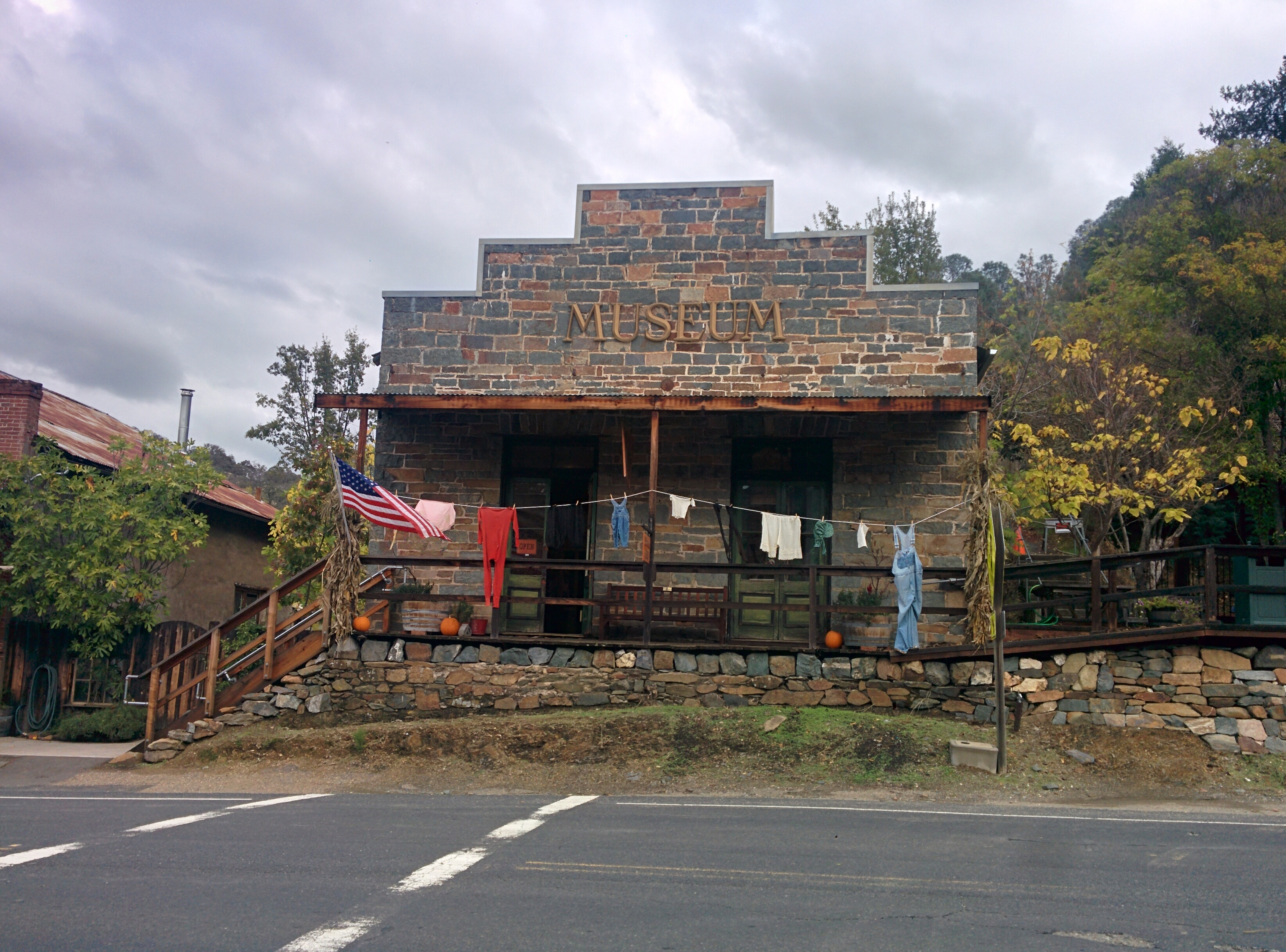
Amador Whitney Museum
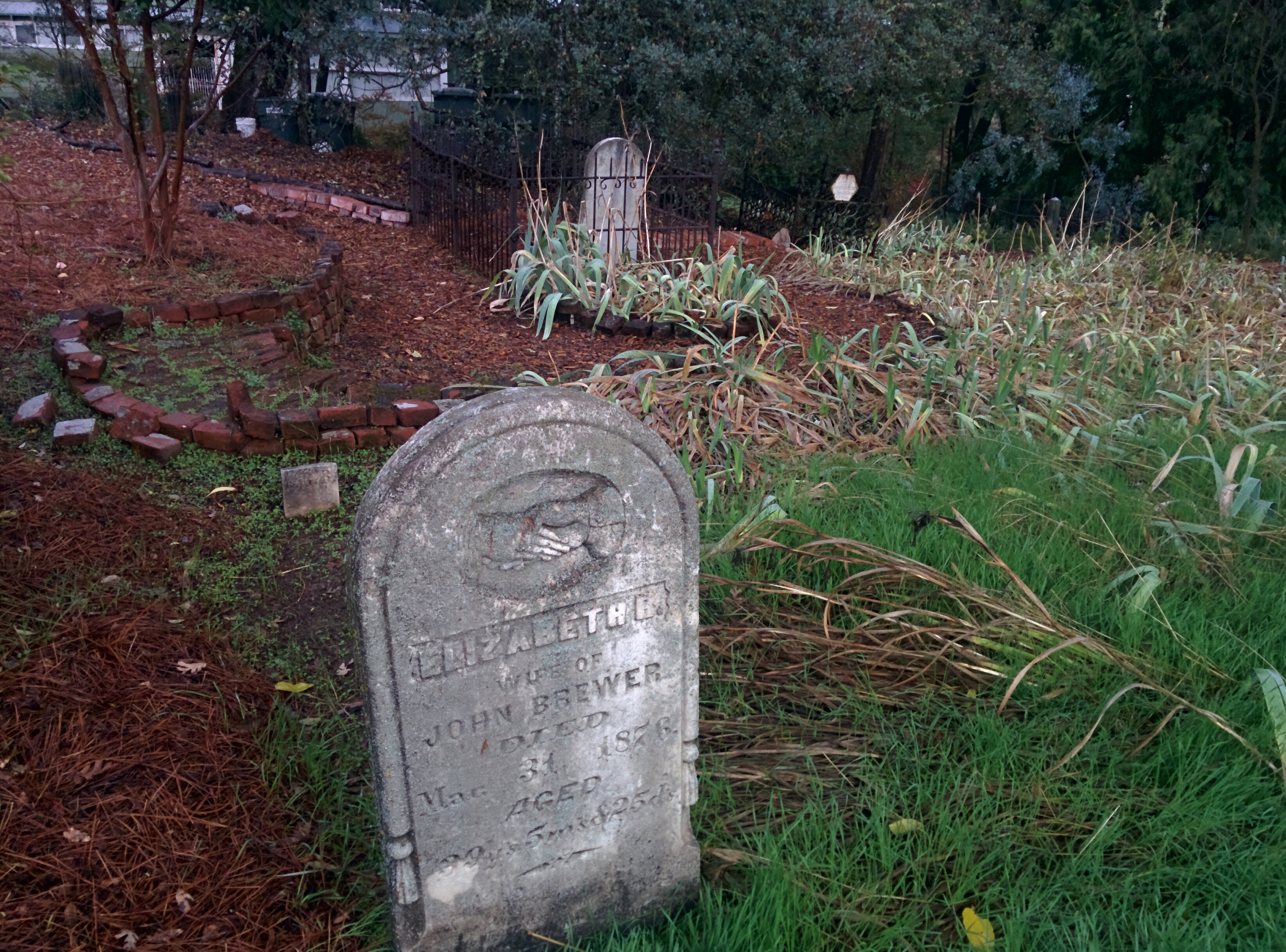
Cimitero di Amador City
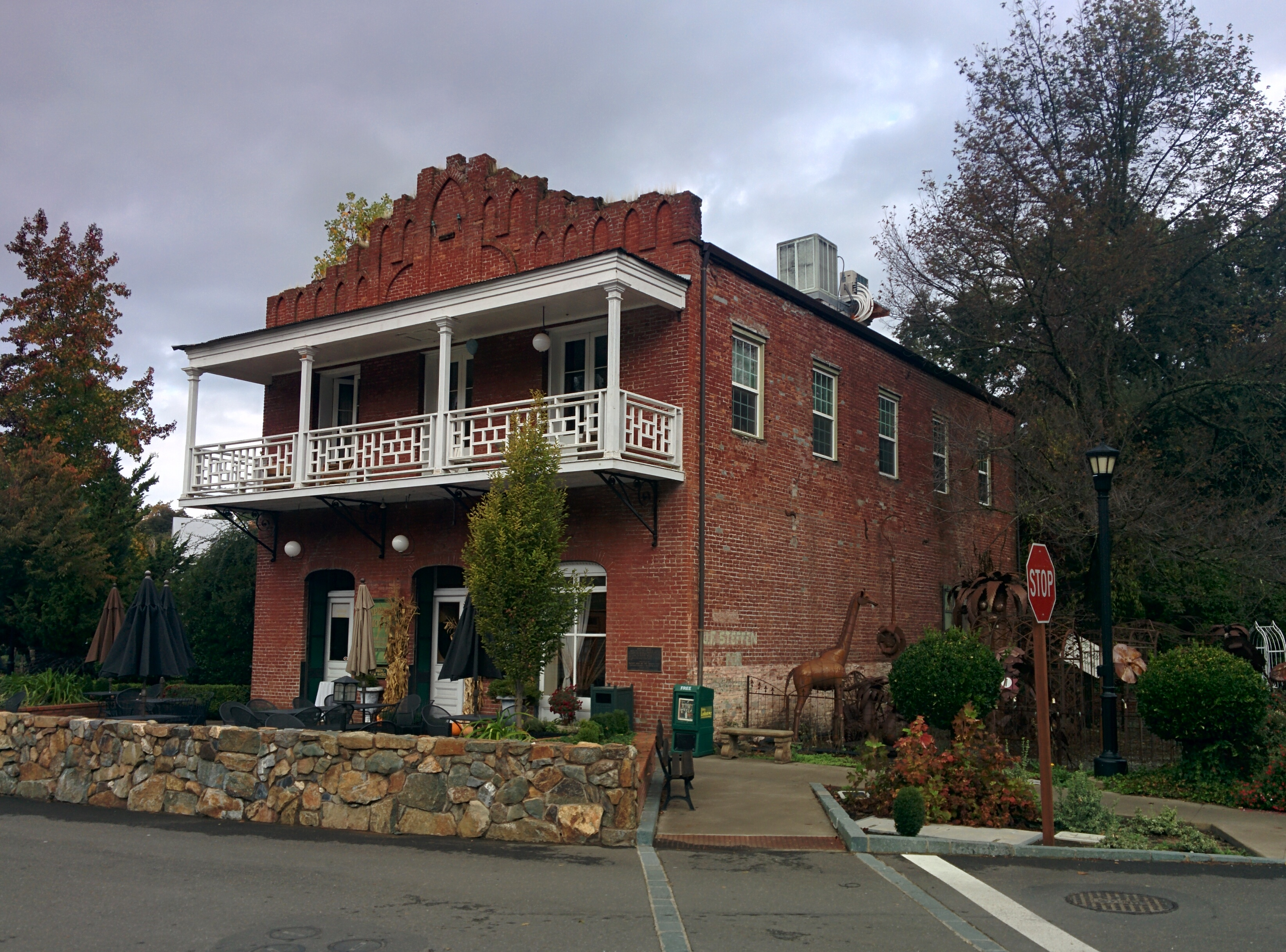
Hotel Imperial